# Хърбърт Хенри Аскуит
Хърбърт Хенри Аскуит, първи граф на Оксфорд и Аскуит, ОЖ, ТС, СК (12 септември 1852 – 15 февруари 1928) е британски политик.
Служи като министър-председател на Обединеното кралство от либералната партия от 8 април 1908 до 5 декември 1916. Той е бил най-дълго изпълнявалият тази длъжност във Великобритания преди началото на 1988.